# Promynoglenes grandis
Promynoglenes grandis là một loài nhện trong họ Linyphiidae.
Loài này thuộc chi Promynoglenes. Promynoglenes grandis được A. David Blest miêu tả năm 1979.